# Hessen-Philippsthal-Barchfeld

Wappen des Hauses Hessen-Philippsthal (um 1860)

Hessen-Philippsthal-Barchfeld ist eine 1721 begründete und noch heute bestehende Nebenlinie der Linie Hessen-Kassel des landgräflichen Hauses Hessen, benannt nach ihrem Stammsitz, dem Ort Barchfeld in der bis zum 1. Juli 1944 hessischen Exklave Schmalkalden im heutigen Thüringen.

## Geschichte
Stammvater der Linie war Wilhelm von Hessen-Philippsthal, der zweite Sohn des paragierten Landgrafen Philipp I. von Hessen-Philippsthal, der 1685 das kleine Paragium Philippsthal erhalten und die Linie Hessen-Philippsthal begründet hatte. Schloss Philippsthal hatten sich Philipp I. und in der Nachfolge sein älterer Sohn Karl von 1685 bis 1735 auf der Basis des nach der Reformation aufgehobenen hersfeldischen Klosters Kreuzberg errichtet. Der jüngere Sohn Wilhelm erbaute sich auf dem Areal eines zuvor abgerissenen boyneburgischen Schlosses zwischen 1690 und 1732 das barocke Schloss Wilhelmsburg in Barchfeld.
Nachdem das Kurfürstentum Hessen mitsamt seinen Mediatfürstentümern durch die preußische Annexion von 1866 seine Unabhängigkeit verloren hatte, erhielten die beiden Nebenlinien Hessen-Philippsthal und Hessen-Philippsthal-Barchfeld 1880 von Preußen aus dem kurhessischen Fideikommiss eine jährliche Rente von 300.000 Mark sowie die Schlösser Rotenburg und Schönfeld (in Kassel), das 1906 verkauft wurde. Rotenburg wurde dann 1932 und Schloss Wilhelmsburg in Barchfeld 1938 verkauft. Heute hat die Familie ihren Sitz auf Schloss Augustenau in Herleshausen, wo sie ihre von der 1925 erloschenen Hauptlinie Hessen-Philippsthal ererbten Besitzungen verwaltet.
Die Hessen-Kasseler Nebenlinien Hessen-Philippsthal-Barchfeld und Hessen-Kassel-Rumpenheim sind die einzigen heute noch bestehenden Linien des Hauses Hessen.

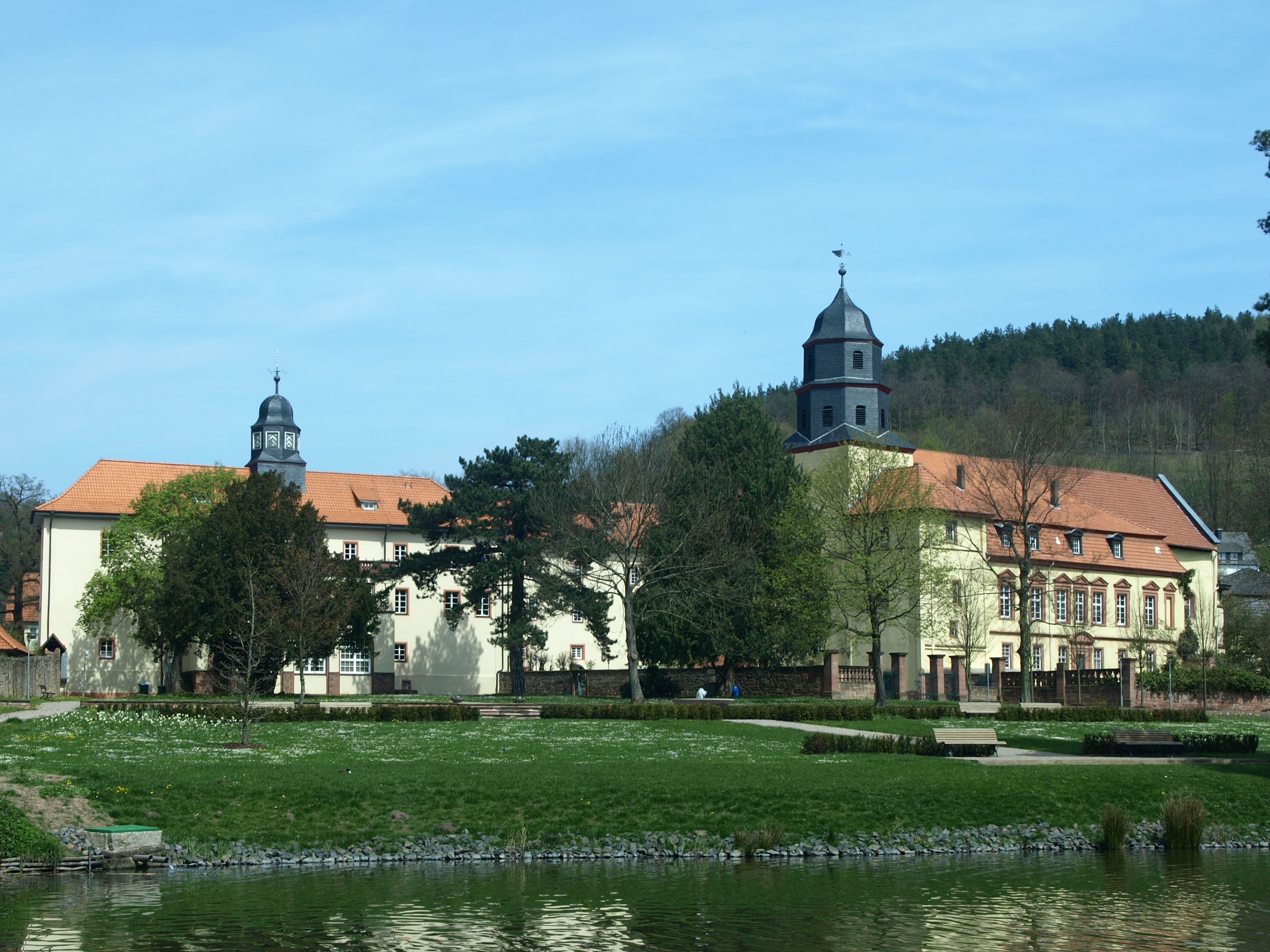
Schloss Philippsthal
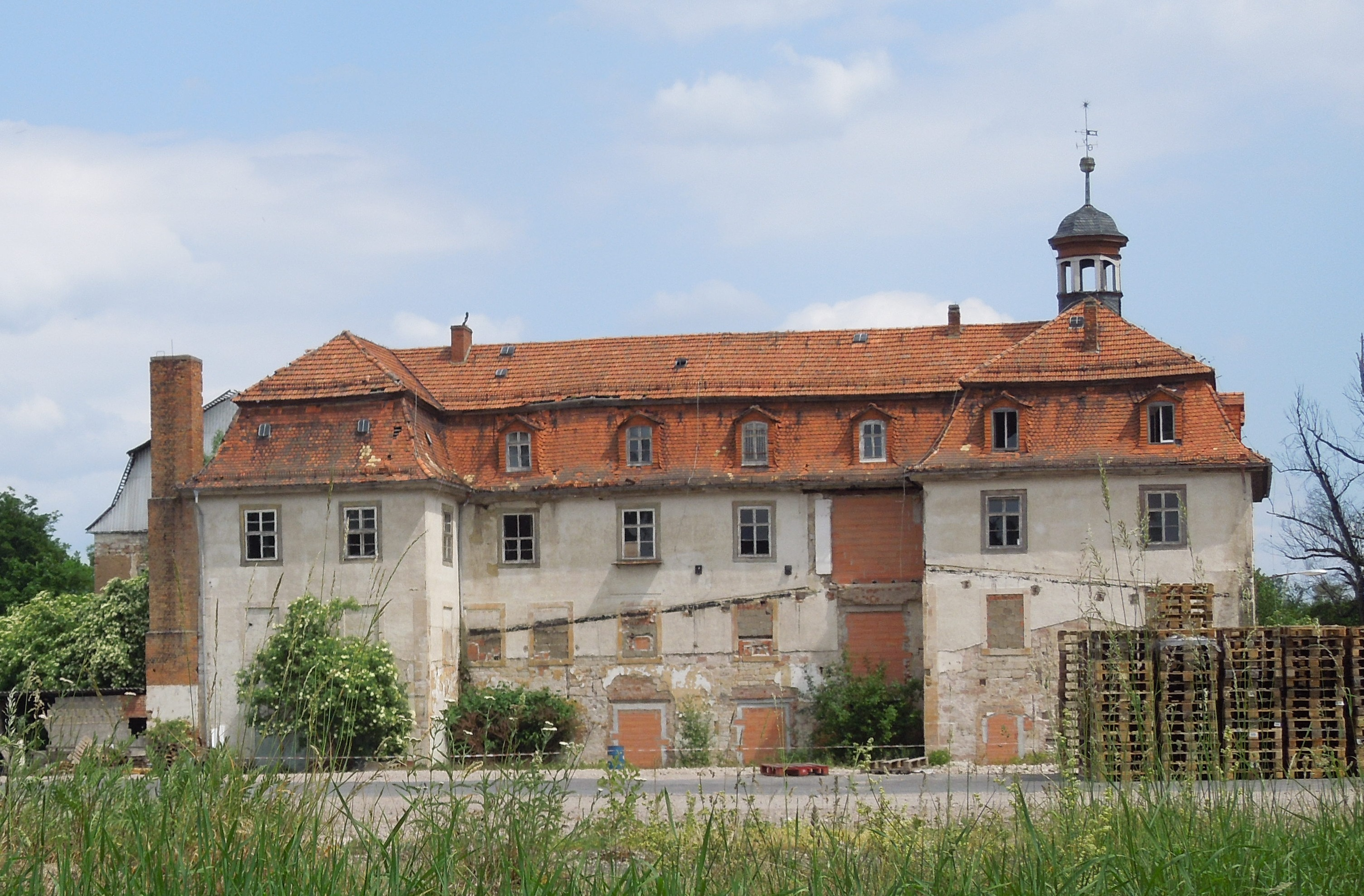
Das heute ruinöse Schloss Wilhelmsburg (Barchfeld)
Schloss Rotenburg
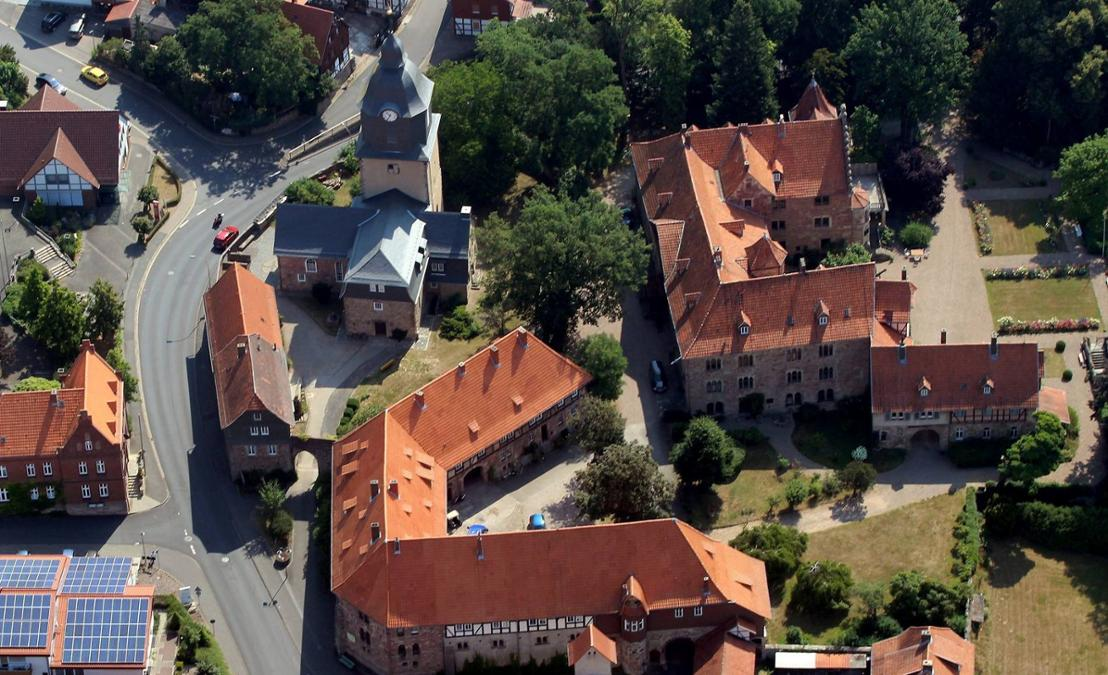
Schloss Augustenau, Herleshausen

## Die paragierten Landgrafen und Titularlandgrafen von Hessen-Philippsthal-Barchfeld
1. Wilhelm (1692–1761), zweiter Sohn von Philipp (Hessen-Philippsthal)
  1. Adolf (1743–1803) ⚭ Wilhelmine Luise von Sachsen-Meiningen (1752–1805), Tochter von Anton Ulrich (Sachsen-Meiningen) (1687–1763)
    1. Karl (1784–1854) ⚭ 1: 1816 Auguste zu Hohenlohe-Ingelfingen (1793–1821); ⚭ 2: 1823 Sophie zu Bentheim und Steinfurt (1794–1873)
      1. Alexis Wilhelm (1829–1905) ⚭ Luise von Preußen (1829–1901), Tochter von Carl von Preußen
      2. Wilhelm (1831–1890) ⚭ (1.; morganatisch) Fürstin Maria von Hanau und zu Hořowitz (1839–1917), Tochter des Kurfürsten Friedrich Wilhelm I. von Hessen-Kassel, o|o 1872; ⚭ (2.) Juliane zu Bentheim und Steinfurt (1842–1878), ⚭ (3.) Adelheid zu Bentheim und Steinfurt (1840–1880), ⚭ (4.) Prinzessin Auguste zu Schleswig-Holstein-Sonderburg-Glücksburg (1844–1932)
        1. (2.) Chlodwig (1876–1954), seit 1905 Landgraf von Hessen-Philippsthal-Barchfeld ⚭ 1904 Prinzessin Caroline zu Solms-Hohensolms-Lich (1877–1958), Tochter des Fürsten Hermann
        2. (4.) Christian (1887–1971), Kapitänleutnant ⚭ (1. morganatisch) Elizabeth Reid Rogers (1893–1957), Tochter des Richard Reid Rogers, seit 1915 Freifrau von Barchfeld; (2.) Anne Pearl Everett (1906–1972)

Die vier überlebenden Kinder Wilhelms aus seiner ersten Ehe mit Fürstin Maria von Hanau wurden aufgrund des unebenbürtigen Ehe von Marias Eltern Kurfürst Friedrich Wilhelm I. und Gertrude Lehmann vom großherzoglichen Zweig Hessen-Darmstadt nicht als hessische Prinzen/Prinzessinnen und Angehörige des Gesamthauses anerkannt. Friedrich (1858–1902), Karl (1861–1938), Elisabeth (1864–1919) und Luise (1868–1959) von Hessen-Philippsthal-Barchfeld erhielten daher wie ihre Mutter vom preußischen König Wilhelm I. 1876 den neuen Titel Prinz/Prinzessin von Ardeck. Dieser morganatische Zweig des Hauses erlosch bereits 1938 im Mannesstamm.
Nachfahren Chlodwigs (1876–1954):
1. Wilhelm Ernst Alexis Hermann (1905–1942), ⚭ Marianne von Preußen (1913–1983), Tochter von Friedrich Wilhelm von Preußen
  1. Wilhelm Chlodwig Friedrich Ernst Hermann Paul Philipp Heinrich (* 1933), ⚭ Oda-Mathilde von Garmissen (* 1935)
    1. Wilhelm (* 1963), ⚭ Susanne Alexandra von Kaufmann (* 1971)
      1. Wilhelm (* 2005)
      2. Philipp (* 2006)
      3. Konrad (* 2007)
      4. Georg (* 2016)

    2. Otto (1965–2020), ⚭ Carla Blickhäuser (* 1974) o|o 2017
      1. Max Ernst-Ludwig (* 1999)
      2. Elena Marie-Sophie (* 2000)
      3. Moritz Philipp-Hubertus (* 2007)
      4. Leopold Friedrich-Wilhelm (* 2009)

  2. Hermann Ernst Ludwig Joachim Hans Georg Hugo Alexander Wilhelm (1935–2019), ⚭ Monika Strachwitz von Groß-Zauche und Camminetz (* 1939)
    1. Verena Tosca Marianne (* 1972), ⚭ Felix von Saucken (* 1970)
    2. Alexis Wilhelm Manfred (* 1977)

  3. Johanna (* 1937), ⚭ (I) Alfons Kuhn (* 1924); ⚭ (II) Bruno Rieck (* 1927)
2. Ernst Ludwig (1906–1934)
3. Alexander Friedrich Ferdinand Ernst Karl Georg Ludwig Alexis (1911–1939)
4. Irene Sibylle Auguste Henriette (1907–1980), ⚭ Waldemar von Thomsen (1891–1977)
5. Victoria Cäcilie Marie Adelheid Bertha (1914–1998)

Nachfahren Christians (1887–1971):
Richard und Waldemar trugen bis 1921 den Titel (seit 1919 Familiennamen) Freiherr von Barchfeld, danach den Familiennamen Prinz von Hessen.
1. Richard (1917–1985)
2. Waldemar (1919–1985) ⚭ Ellen Jane Hamilton (1922–2003)
  1. Alexander (* 1956)
  2. Henry (* 1963)